# Rhene bufo
Rhene bufo là một loài nhện trong họ Salticidae.
Loài này thuộc chi Rhene. Rhene bufo được Carl Ludwig Doleschall miêu tả năm 1859.